# 勝曹淓
勝 曹淓（かつ ともみち）は、江戸時代後期の旗本。旗本勝家の当主。勝海舟の曾祖父であり、幕末の大奥御年寄である瀧山や塩谷大四郎正義の妻となった塩谷かねの大叔父にあたる。

## 生涯
父の勝命雅は鉄砲玉薬同心から出世して、宝暦2年（1752年）に御家人から旗本に家格を進めて、材木石奉行となっている。
宝暦12年（1762年）12月7日に徳川家治に初めて御目見する。安永5年（1776年）に大番士となり、父の死を受けて安永6年（1777年）11月8日に家督相続する。しかし天明3年（1783年）に死去する。享年39。
姉は3人おり、長姉は塩谷奉正の妻に、次姉は曹淓の死亡時に大番士であった青木長国の妻となっており、次姉の三男である甚三郎を一人娘の婿養子に迎え、家督を継がせた。